# أبو داود الحفري
أبو داود عمر بن سعد الحفري الكوفي الحفر: موضع بالكوفة وهو بكنيته أشهر. عالم زاهد وأحد رواة الحديث النبوي.

## طلبه للعلم
حدث عن مالك بن مغول، ومسعر بن كدام، وصالح بن حسان، وبدر بن عثمان، وسفيان الثوري وعدة، ولم يرحل، ولكنه ثقة صاحب حديث. روى عنه أحمد بن حنبل، ومحمود بن غيلان، وإسحاق بن منصور، وعلي بن حرب، ومحمد بن رافع، وعبد بن حميد، وبنو أبي شيبة، وأبو كريب، وخلق سواهم.

## مكانته العلمية
قال عباس : «سمعت يحيى بن معين يقدم الحفري في حديث سفيان على محمد بن يوسف الفريابي وقبيصة». قال أبو حاتم: «صدوق، رجل صالح». قال الدارقطني: «كان من الصالحين الثقات». حُكي أنه أبطأ يوما في الخروج إلى الجماعة، ثم خرج فقال: «أعتذر إليكم، فإنه لم يكن لي ثوب غير هذا، صليت فيه، ثم أعطيته بناتي حتى صلين فيه، ثم أخذته وخرجت إليكم». قال وكيع بن الجراح: «إن كان يدفع بأحد في زماننا، فبأبي داود الحفري». قال علي بن المديني: «لا أعلمني رأيت بالكوفة أعبد منه». قال الهجيمي: «حدثنا محمد بن عبد الرحمن الجوهري قال رأيت أبا داود الحفري، وكان لا يرى أديم جسده من الشعر، وعليه خرقتان إزار ورداء فيه عدة رقاع، وكان إذا أراد أن ينتثر، خرج من المسجد، وكان مسجدهم محصبا، فقيل أليس كفارتها دفنها، فيقول لعلي أؤخذ قبل أن أكفر». تزوج بامرأة فأصدقها ثلاثة دنانير، وكان قوته كل ليلة قرصين، وبفلس فجل أو هندبا. قال أبو حمدون الطيب المقرئ: «دفنا أبا داود الحفري رحمه الله، وتركنا بابه مفتوحا، ما كان في البيت شيء».

## وفاته
قال ابن سعد وغيره: مات في شهر جمادى الأولى سنة 203 هـ .